# Canon Yaoundé
Maillots
Actualités
Le Canon Sportif de Yaoundé est un club de football camerounais fondé le 11 novembre 1930 et basé dans la ville de Yaoundé, la capitale camerounaise.

## Histoire

### Les débuts
Fondé en 1930, le Canon Yaoundé va être rapidement mis en évidence dans un championnat régional, mais ce championnat n'a pas un caractère officiel puisque le Cameroun était encore sous tutelle de la France.
Cependant, dès 1960, l'indépendance acquise, la Fédération camerounaise de football est constituée et affiliée à la CAF, c'est aussi l'acte de naissance du Championnat du Cameroun. Mais le club qui dominait le football local jusqu'alors est dépassé dans les premières éditions du championnat.
De 1961 à 1969, les titres reviennent à l'Oryx Douala, au Caïman Douala, au Diamant Yaoundé ou encore à l'Union Douala, l'éternel rival du Canon.

### La grande époque des années 1970-1980
Le Canon Yaoundé remporte enfin son premier titre national en 1970. L'irrésistible montée en puissance est alors lancée. Dès la saison suivante, le Canon s'adjuge, pour sa première participation, la Coupe d'Afrique des clubs champions en dominant en demi-finale, l'ASEC Abidjan puis en finale, l'Asante Kotoko. Le club s'installe ainsi parmi les grands d'Afrique. Et logiquement les recruteurs et autres superviseurs européens viennent régulièrement dans la capitale camerounaise à la recherche de la perle rare. 
Le club de la capitale lui continue sa marche, au fil des saisons, il engrange les victoires. En Championnat (huit titres à l'issue de la saison 1986) et aussi dans les compétitions continentales : trois Coupe d'Afrique des clubs champions, une Coupe des vainqueurs de coupe. C'était une période magique pour le club et qui atteint son apothéose entre 1977 et 1980 où le club remporta trois titres africains consécutifs. À cette époque, les joueurs du Canon était surnommés les "brésiliens" de l'Afrique.

### Le passage à vide depuis la décennie 90
Après cette période faste, le Canon plonge dans une crise de résultat interminable, mais arrivant quand même à se hisser au sommet du football camerounais occasionnellement, en remportant notamment le championnat en 1991, et la coupe trois fois (1993, 1995 et 1999).
En 2000, le club fait un retour remarqué sur la scène africain, en atteignant la finale de la Coupe d'Afrique des vainqueurs de coupe face au Zamalek. Mais n'arrive cependant pas à s'imposer en championnat, sous la forte concurrence du Cotonsport Garoua, qui domine de nos jours le football camerounais, cela n'a pas empêché le Canon de remporter le titre en 2002.

## Palmarès

### Parcours africain
Voir : Historique du parcours africain du Canon Yaoundé

### Titres
| Compétitions nationales | Compétitions internationales |
| - Championnat du Cameroun (10) : - Champion : 1970, 1974, 1977, 1979, 1980, 1982, 1985, 1986, 1991 et 2002 - Coupe du Cameroun (11) (record) : - Vainqueur : 1967, 1973, 1975, 1976, 1977, 1978, 1983, 1986, 1993, 1995 et 1999 - Finaliste : 1960, 1974, 1980, 1985, 1998 et 2013 | - Ligue des champions de la CAF (3) : - Vainqueur : 1971, 1978 et 1980 - Coupe d'Afrique des vainqueurs de coupe (1) : - Vainqueur : 1979 - Finaliste : 1977, 1984 et 2000 - Coupe Mohammed V - Finaliste : 1979 |

## Joueurs

### Ballons d'or africain
- Thomas N'Kono/1979
- Jean Manga Onguene/1980
- Thomas N'Kono/1982
- Théophile Abega/1984

### Anciens joueurs
- Théophile Abega
- Jean-Paul Akono
- Ibrahim Aoudou
- Charles Léa Eyoum
- Marc-Vivien Foé
- Michel Kaham
- Raymond Kalla
- Emmanuel Kundé
- Grégoire M'Bida dit Arantès
- Louis-Paul M'Fédé
- Thomas N'Kono
- Bertin Ze Ndille
- Paul-Gaston N'Dongo
- Jacques N'Guea
- Charlie Ntamark
- François Omam-Biyik
- Jean Manga Onguene
- Jacques Songo'o
- Pierre Womé

### Anciens présidents
- Herman Yene
- François Sembe
- Rodolphe Ntone Moukouri
- Atangana Bouli
- Benoît Essougou
- Benoît Balla
- Ferdinand Koungou Edima
- Olinga Jenner
- Belibi Symplice
- Théodore Eteme dit "Bobine"
- Laurent Ateba Yene
- Martin Ndongo Alega
- Siméon Effa
- Emmanuel Ava Ava
- Eyebe Lebogo
- Théophile Abega
- Fabien Omboudou Ndjina
- Jean Claude Alima
- Jacob Ewane Ebwele